# 氮化钙

氮化鈣，是一種由鈣和氮的化合物，化學式為Ca3N2，外表紅棕色結晶固體。

## 化學性質
氮化鈣遇水會發生水解，生成氫氧化鈣並放出氨。溶於稀酸，在酒精中分解。

## 製成
把金屬鈣在氮氣中加熱至450℃而製得氮化鈣。

## 用途
氮化鈣主要用作化學試劑。

## 腳註
1. ↑  Mary Eagleson. . Walter de Gruyter. 1994. ISBN 3110114518.